# Бродски Зденци
Бродски Зденци су насељено место у саставу општине Подцркавље у Бродско-посавској жупанији, Република Хрватска.

## Историја
До територијалне реорганизације у Хрватској налазили су се у саставу старе општине Славонски Брод.

## Становништво
На попису становништва 2011. године, Бродски Зденци су имали 299 становника.

## Попис1991.
На попису становништва 1991. године, насељено место Бродски Зденци је имало 350 становника, следећег националног састава:
| Попис 1991.‍  | Попис 1991.‍  | Попис 1991.‍ | Попис 1991.‍ | Попис 1991.‍ |
| ------------ | ------------ | ----------- | ----------- | ----------- |
|              |              |             |             |             |
| Хрвати       | Хрвати       |             | 308         | 88,00%      |
| Срби         | Срби         |             | 31          | 8,85%       |
| Југословени  | Југословени  |             | 3           | 0,85%       |
| неопредељени | неопредељени |             | 8           | 2,28%       |
| укупно: 350  |              |             |             |             |